# Louis Vuitton Cup 2000
Der 5. Louis Vuitton Cup fand 1999/2000 in Auckland, Neuseeland statt. Der Sieger, Prada Challenge (ITA), gewann als Sieger das Recht als Herausforderer (challenger) im 29. America’s Cup des Jahres 2000 gegen den Verteidiger (defender) New Zealand (NZL) anzutreten.

## Die Segel-Teams
| Nation             | Segel-Team         | Segel-Club                              | Skipper                   | Yachten        |
| ------------------ | ------------------ | --------------------------------------- | ------------------------- | -------------- |
| Italien            | Prada Challenge    | Yacht Club Punta Ala                    | Francesco de Angelis      | ITA-45, ITA-48 |
| Vereinigte Staaten | America One        | St. Francis Yacht Club                  | Paul Cayard               | USA-49         |
| Vereinigte Staaten | Aloha Racing       | Waikiki Yacht Club                      | John Kolius               | USA-50, USA-54 |
| Vereinigte Staaten | America True       | San Francisco Yacht Club                | Dawn Riley                | USA-51         |
| Spanien            | Desafío Español    | Monte Real Club de Yates de Bayona      | Pedro Campos Calvo-Sotelo | ESP-47, ESP-56 |
| Schweiz            | Fast 2000          | Club Nautique de Morges                 | Marc Pajot                | SUI-59         |
| Frankreich         | Le Defi BTT        | Union Nationale Pour La Course au Large | Bertrand Pacé             | FRA-46         |
| Japan              | Nippon Challenge   | Nippon Yacht Club                       | Peter Gilmour             | JAP-44, JAP-52 |
| Vereinigte Staaten | Team Dennis Conner | Cortez Racing Association               | Dennis Conner             | USA-55         |
| Vereinigte Staaten | Young America      | New York Yacht Club                     | Ed Baird                  | USA-53, USA-58 |
| Australien         | Young Australia    | Cruising Yacht Club of Australia        | James Spithill            | AUS-31         |

## Round Robin (RR)
| Team_Name          | Wettfahrten | Siege | RR1 Punkte | RR2 Punkte | RR3 Punkte | Gesamtpunktzahl | Rangfolge |
| ------------------ | ----------- | ----- | ---------- | ---------- | ---------- | --------------- | --------- |
| Prada Challenge    | 29          | 26    | 10         | 36         | 63         | 109             | 1         |
| Nippon Challenge   | 30          | 20    | 6          | 24         | 72         | 102             | 2         |
| America True       | 30          | 21    | 6          | 32         | 63         | 101             | 3         |
| AmericaOne         | 30          | 22    | 8          | 28         | 63         | 99              | 4         |
| Team Dennis Conner | 30          | 18    | 5          | 28         | 54         | 87              | 5         |
| Le Defi BTT        | 29          | 12    | 2          | 12         | 63         | 77              | 6         |
| Desafio Espanol    | 30          | 14    | 5          | 12         | 54         | 71              | 7         |
| Young America      | 30          | 16    | 8          | 16         | 36         | 60              | 8         |
| Aloha Racing       | 30          | 11    | 4          | 12         | 36         | 52              | 9         |
| Young Australia    | 30          | 4     | 1          | 8          | 9          | 18              | 10        |
| Fast 2000          | 30          | 2     | 0          | 8          | 0          | 8               | 11        |

## Final-Regatten

### Halbfinale
| Team-Name          | Wettfahrten | Siege | Rangfolge |
| ------------------ | ----------- | ----- | --------- |
| AmericaOne         | 10          | 8     | 1         |
| Prada Challenge    | 10          | 7     | 2         |
| Team Dennis Conner | 10          | 7     | 3         |
| Nippon Challenge   | 10          | 5     | 4         |
| America True       | 10          | 3     | 5         |
| Le Defi BTT        | 10          | 2     | 6         |

### Finale
| Team-Name       | 1        | 2        | 3   | 4   | 5        | 6        | 7        | 8        | 9        | Gesamtpunkte |
| --------------- | -------- | -------- | --- | --- | -------- | -------- | -------- | -------- | -------- | ------------ |
| Prada Challenge | S (0:25) | N        | S   | S   | N        | N        | N        | S (0:37) | S (0:49) | 5            |
| AmericaOne      | N        | S (1:33) | DNF | DNF | S (0:34) | S (0:09) | S (1:06) | N        | N        | 4            |

S = Sieg, N = Niederlage, DNF = Aufgabe (did not finish)